# Ирфан Менсур
Ирфан Менсур (Сарајево, 19. јануар 1952) српски је глумац, редитељ, сценариста и педагог. Такође, био је водитељ квиза Руски рулет од 12. марта 2003. до 23. септембра 2004.

## Биографија
Рођен је у Сарајеву 19. јануара 1952. године, као Ирфан Курић. Гимназију је завршио у Нишу где је живео са оцем Менсуром и маћехом Мимом Вуковић. Када је имао 17 година, одлучио је да промени своје презиме које је добио на рођењу, па је за ново презиме узео име свог оца - Менсур.
Глуму је дипломирао на Факултету драмских уметности у Београду у класи професора Мирослава Миње Дедића. Био је члан Југословенског драмског позоришта од 1974. до краја 1990. године. Добитник је две годишње награде које додељује Југословенско драмско позориште. Бави се позоришном педагогијом и режијом.
Има сина Филипа из првог брака са манекенком Љиљаном Перовић и Павла са Срном Ланго.

## Улоге
| Год.       | Назив                                     | Улога                                      |
| ---------- | ----------------------------------------- | ------------------------------------------ |
| 1970-е     |                                           |                                            |
| 1973.      | Брзе године                               |                                            |
| 1973.      | Позориште у кући (серија)                 | Дебејки                                    |
| 1974.      | Позориште у кући 2 (серија)               | фрајер                                     |
| 1974.      | Батаљон је одлучио                        |                                            |
| 1974.      | Димитрије Туцовић (ТВ серија)             |                                            |
| 1975.      | Доле са оружјем                           | Морнарички водник Франтишек Коуцки „Франц“ |
| 1975.      | Синови                                    | Драган                                     |
| 1975.      | Андерсонвил — Логор смрти                 |                                            |
| 1975.      | Лепеза леди Виндемир                      | Лорд Дарлингтон                            |
| 1975.      | Сарајевски атентат                        | Гаврило Принцип                            |
| 1975.      | Песма (ТВ серија)                         |                                            |
| 1976.      | Другови морнари, здраво!                  |                                            |
| 1976.      | Јовча (ТВ)                                | слуга                                      |
| 1976.      | Кухиња (ТВ)                               | Паул, нови кувар                           |
| 1976.      | Чувар плаже у зимском периоду             | Драган Пашановић                           |
| 1977.      | Аутограм (ТВ)                             | Менсур                                     |
| 1977.      | Пас који је волео возове                  | Мали                                       |
| 1977.      | Љубавни живот Будимира Трајковића         | Будимир Трајковић (глас)                   |
| 1978.      | Тамо и натраг                             | Гастарбајтер Срба                          |
| 1978.      | Квар                                      | доктор                                     |
| 1978.      | Мисао                                     |                                            |
| 1978.      | Повратак отписаних (ТВ серија)            | Вили                                       |
| 1979.      | Национална класа                          | Симке                                      |
| 1979.      | Ланци (ТВ)                                | Драгутин                                   |
| 1980-е     |                                           |                                            |
| 1981.      | Лаф у срцу                                | Владимир Пешић                             |
| 1981.      | Црвена краљица (ТВ)                       | Петар Којић                                |
| 1981.      | Светозар Марковић (серија)                | Лаза Костић                                |
| 1982.      | Тесна кожа                                | професор „Јапанац“                         |
| 1982.      | Мирис дуња                                | Ибрахим                                    |
| 1982.      | Недељни ручак                             | доктор Петар                               |
| 1982.      | Живот и прича                             |                                            |
| 1983.      | Сумрак                                    |                                            |
| 1983.      | Хало такси                                | Цире                                       |
| 1983.      | Тимочка буна                              | Никола Пашић                               |
| 1985.      | Шест дана јуна                            | Рајков шеф                                 |
| 1985.      | Приче из фабрике (серија)                 | Перица Штрбац                              |
| 1986.      | Врење (ТВ)                                | Мустафа Голубић - Мујко                    |
| 1986.      | Ја сам старински ормар (ТВ)               | Пуба                                       |
| 1986.      | Вечерња звона                             | Милутин                                    |
| 1987.      | Погрешна процена (ТВ)                     | Војислав Вучковић                          |
| 1987.      | Младост уметника                          |                                            |
| 1987.      | Милан — Дар (ТВ)                          | Јован Цвијић                               |
| 1987.      | Дом Бергманових (ТВ)                      | Бари                                       |
| 1987.      | Краљева завршница                         | Бранко Краљ                                |
| 1987.      | Бекство из Собибора (ТВ)                  | Калимали                                   |
| 1988.      | Вечерња звона (ТВ серија)                 | Милутин                                    |
| 1987−1988. | Вук Караџић (серија)                      | Лукијан Мушицки                            |
| 1988.      | Браћа по матери                           | усташки командир                           |
| 1988.      | Четрдесет осма — Завера и издаја (серија) | Б. Петричевић Кађа                         |
| 1988.      | Други човек                               | Звонимир                                   |
| 1989.      | Бој на Косову                             | Макарије                                   |
| 1989.      | Стремницка (ТВ)                           | Др. Мортенсгор                             |
| 1990-е     |                                           |                                            |
| 1990.      | Иза зида                                  |                                            |
| 1990.      | Ваљевска болница                          | доктор Филип Симић                         |
| 1990.      | Колубарска битка (ТВ)                     | Славко                                     |
| 1990.      | Јастук гроба мог (серија)                 | Конте Јован Војновић                       |
| 1992.      | Девојка с лампом                          | Божа Павловић                              |
| 1992.      |                                           | млади отац Кејн                            |
| 1993.      | Раденко и Силвана                         |                                            |
| 1995.      | Била једном једна земља (серија)          | капетан Алберт                             |
| 1997.      | Горе доле (серија)                        | доктор Стаматовић                          |
| 1998.      | Спаситељ                                  | водник                                     |
| 1999.      | Небеска удица                             | Зука                                       |
| 2000-е     |                                           |                                            |
| 2001.      | Она воли Звезду                           | Мирјанин очух                              |
| 2002.      | Лисице (серија)                           | доктор Поповић                             |
| 2003.      | Неки нови клинци (серија)                 | директор друге школе                       |
| 2003.      | Сироти мали хрчки 2010                    | шеф клинике                                |
| 2004.      | Скела (ТВ)                                | возар                                      |
| 2004.      | Матилда                                   |                                            |
| 2004.      | Јелена (серија)                           | Ратко Милијаш                              |
| 2005.      | Поглед са Ајфеловог торња                 | Доктор Вукан                               |
| 2006.      | Шејтанов ратник                           | велики везир                               |
| 2008.      | Краљевина Србија (ТВ)                     | доктор Лео Фафер, судски истражитељ        |
| 2008.      | Мој рођак са села                         |                                            |
| 2010-е     |                                           |                                            |
| 2010−2011. | Село гори, а баба се чешља (ТВ серија)    | Архитекта                                  |
| 2011.      | Мирис кише на Балкану (ТВ серија)         |                                            |
| 2013.      | Равна Гора (ТВ серија)                    | Влатко Мачек                               |
| 2014.      | Бранио сам Младу Босну                    | Адвокат Премужић                           |
| 2015.      | Бранио сам Младу Босну (ТВ серија)        | Адвокат Премужић                           |
| 2015.      | За краља и отаџбину                       | Влатко Мачек                               |
| 2015.      | Новајлија                                 | старији човек                              |
| 2016.      | Пут за Кујумбу                            | Живота                                     |
| 2017.      | Мayhem                                    | Партнер                                    |
| 2019.      | Погрешан човек                            | Поповић                                    |
| 2019.      | Шифра Деспот                              | Јосип Перчин                               |
| 2019.      | Група (ТВ серија)                         | Урош Каназир                               |
| 2019.      | Петак 13. II                              | Ђаво (Гојков отац)                         |
| 2020-е     |                                           |                                            |
| 2020.      | Слатке муке                               |                                            |
| 2020.      | Државни службеник                         | Осман Делибашић                            |
| 2021.      | Александар од Југославије                 | Јован Цвијић                               |
| 2021.      | Време зла                                 | Најдан Тошић                               |
| 2021-2023. | Бележница професора Мишковића             | Хари Вилсон                                |
| 2023.      | Деца зла                                  | Папић                                      |
| 2023.      | Позив (ТВ серија)                         | Аничин тата                                |
| 2024.      | Радио Милева                              | Ера                                        |
| 2024.      | Тајне винове лозе                         | Фран Буршић                                |
| 2024.      | Време смрти (ТВ серија)                   | професор Зарија                            |
| 2024.      | У клинчу                                  |                                            |
| 2024.      | Златни рез 42                             | др Брунер                                  |
| 2024.      | Дјеца Козаре                              | др Брунер                                  |